# Jean Ève
Jean Ève , né le 6 octobre 1900 à Somain dans le Nord et mort le 21 août 1968 à Louveciennes dans les Yvelines, est un peintre français.

## Biographie
Jean Xavier Ève naît le 6 octobre 1900 au no 18 de la cité ouvrière à Somain. Il est le fils de Jean-Baptiste Ève, chauffeur alors âgé de vingt-neuf ans, et de Sidonie Delforge, ménagère de vingt-deux ans. Il commence à peindre à l'âge de quinze ans.
Il se marie en 1923, le 1er septembre, à La Courneuve, avec Octavie Clabecq.
Il divorce par jugement du 29 mars 1963.
Jean Ève est chevalier de la Légion d'honneur et commandeur des Arts et des Lettres.
Il meurt le 21 août 1968 à Louveciennes, dans les Yvelines. Une rue porte son nom à Somain.

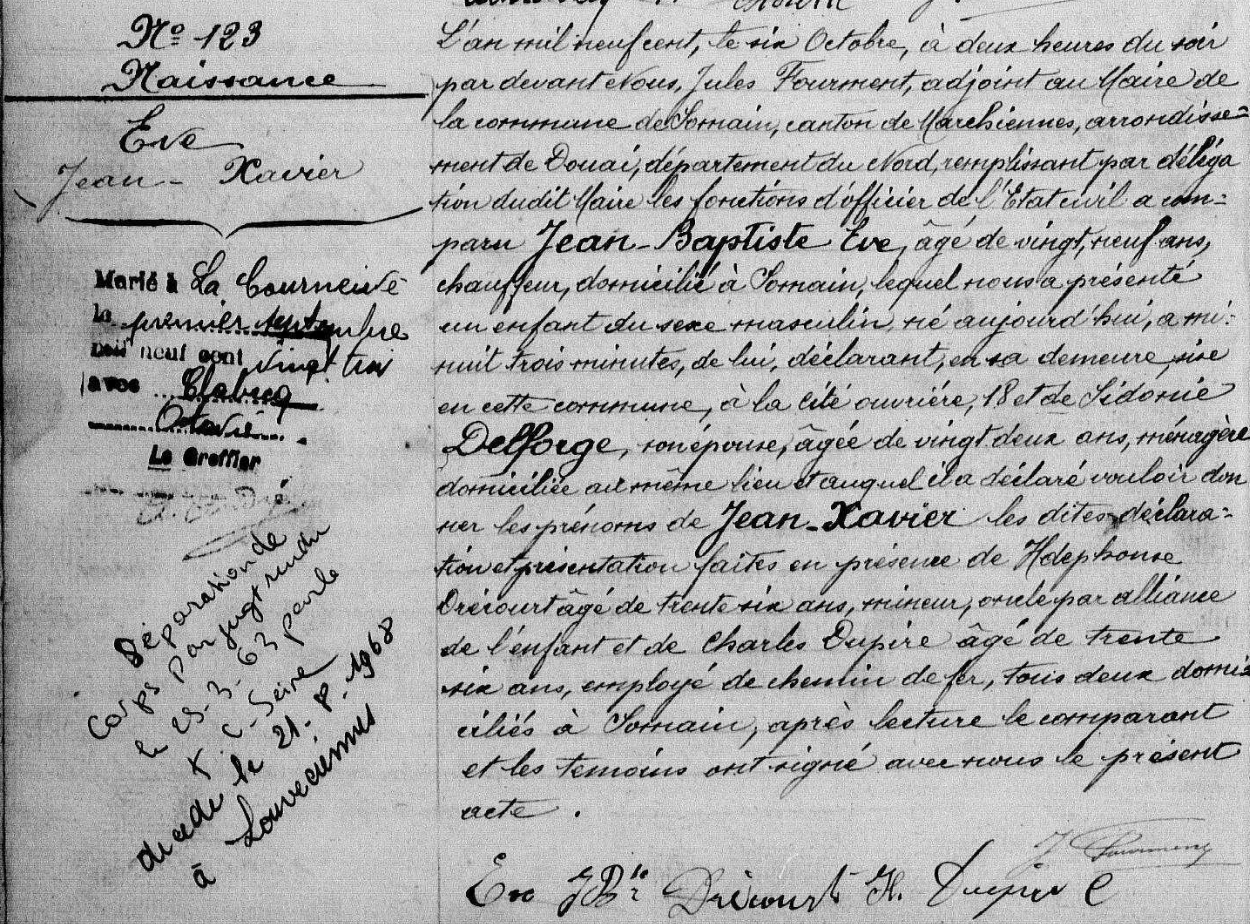
Acte de naissance.
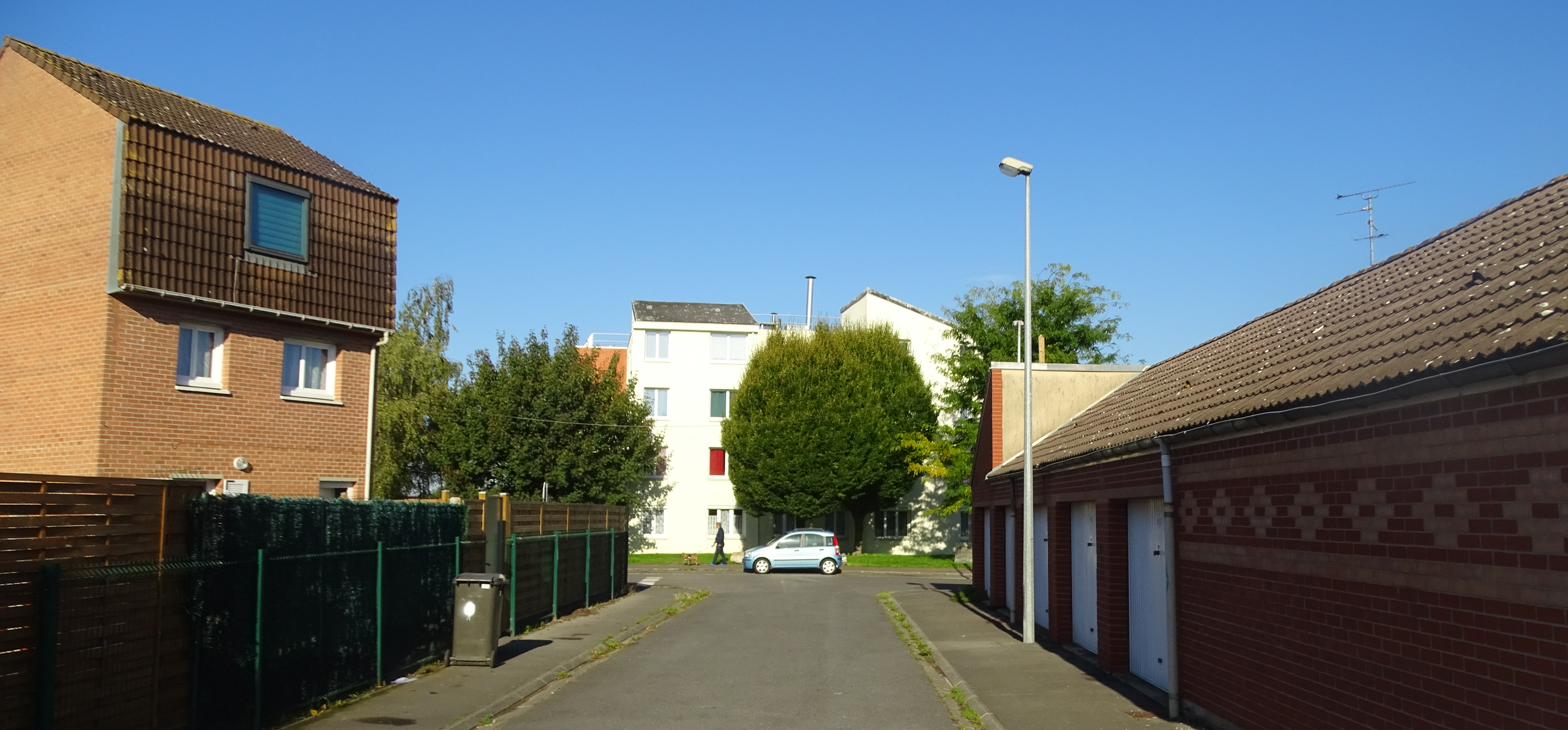
La rue Jean-Ève à Somain.

## Œuvres en collection publique
- Le vieux moulin à La Courneuve, huile sur toile, 1929, Marseille, musée des Beaux-Arts[3].
- Portrait de Maximilien Gauthier, huile sur toile, 1939, Laval, musée des Beaux-Arts[4].
- Le bourg de Eygalières (Provence), huile sur toile, 1957, Nantes, musée des Beaux-Arts[5].
- Paysage de Normandie Tourny (Eure), huile sur toile, Valenciennes, musée des Beaux-Arts[6].
- Paysage de neige, lithographie en couleurs, vers 1959 ; Fleurs, lithographie en couleurs, vers 1960, Musée d'Art Moderne de Paris[7].